# Vicenç Sastre Arrom
Vicenç Sastre Arrom, nascut a Llucmajor, Mallorca, el 1952, és un dibuixant i pintor mallorquí.
Vicenç Sastre estudià a l'Escola d'Arts Aplicades i Oficis Artístics de Palma. Des de 1980 ha fet diverses exposicions arreu de Mallorca. Ha il·lustrat nombrosos llibres, com Flora de Mallorca (1977-80), en quatre volums de fra Francesc Bonafè Barceló, Rèptils i amfibis de les Balears (1985) de Joan Mayol Serra, La casa y el tiempo (198), en dos toms, de Donald G. Murray i Aina Pasqual, i Guía arqueológica de Mallorca (1994), de Javier Aramburu-Zabala i Carles Garrido. Fou guardonat (1986) per la Generalitat de Catalunya amb el premi al millor disseny de portada discogràfica per Desnormalització de Raphel Pherrer. Ha col·laborat en diverses publicacions periòdiques. Feu (1986-87) els dibuixos del suplement setmanal del diari Balears, memòria Civil. Mallorca en guerra (1936-1939). Col·laborà com a il·lustrador a la Gran Enciclopèdia de Mallorca.